# Пурпур (геральдика)
Пу́рпур (фр. pourpre, англ. purpure) — финифть, один из цветов в геральдике.

## Особенности
В геральдической литературе именуется также: бордовый, лиловый, лилово-синий, лилово-красный, тёмно-синий, огненно-красный, «тирский пурпур», фиолетовый. Разнообразие оттенков — вследствие изготовления краски из двух видов раковин, обитающих в Средиземном море: одна из них давала краску с фиолетовым оттенком, а другая — огненно-красную («тирский пурпур»). Также у разных производителей пурпура имелась своя технология его получения, что ещё более разнообразило палитру оттенков.
В гербах принцев выражается термином «Mercure», в гербах пэров — «amethiste», во всех прочих — «pourpre».
Пурпур получается смешиванием кармина и розового лака.

## Шраффировка
Графически в чёрно-белом варианте цвет обозначается диагональными линиями геральдически слева (из правого верхнего угла в левый нижний). 
Также может передаваться аббревиатурой p., pu., purp. и Рр (от purpur или purple), рус. пурпур. / пур..

## Символика цвета
Пурпурный цвет имеет окраску цветка мальвы. Во время античности это растение получило название «пурпура Таранто» (не путать с «пурпурой Тиро», чья окраска ближе к красному цвету). Использование пурпура в геральдике — не такое уж распространённое (этот цвет можно встретить крайне редко, в иностранных гербах, один герб на 10.000) и не такое уж древнее явление (этот цвет начал использоваться с эпохи Возрождения).
Значение пурпура в геральдике двояко:
- Может символизировать металл, когда его наносят на цвет, или же наоборот, считается цветом в сочетании с металлом.
- Олицетворяет духовные добродетели, цветущую землю и символизирует такие качества и понятия, как: верность, воздержание, чистота, целомудрие, скромность, смирение, набожность, а также олицетворяет светские понятия: благородство происхождения, могущество верховной власти, честь и высокие заслуги, богатство, щедрость, превосходство и королевское достоинство.

Для участников рыцарского турнира этот цвет символизировал любовь.
Некоторые французские специалисты по геральдике приписывают пурпуру противоположные значения: когда речь идёт о гербах, то тёмно-лиловый цвет символизирует хитрость, изворотливость и обман, а когда о флагах, то тут нет «ни малейшего намёка на предательство». Некоторые полагали, что пурпур — это не более чем оттенок красного цвета или серебра, постаревшего от времени.
В описании гербов английских пэров этот цвет назывался «аметистом» («amethist»), а когда речь шла о гербах королей и принцев, то «Меркурием» («Mercury»). Кроме того, пурпурный цвет имел символическое изображение в виде зодиакальных знаков этой планеты. В Шотландии пурпур в геральдике вовсе не использовался, за исключением «новых джентльменов», то есть тех, кто недавно получил благородный статус.
В средневековой астрономии пурпурному цвету соответствовала планета Меркурий, в алхимии — аметист.